# Itacarambi
Itacarambi este un oraș în Minas Gerais (MG), Brazilia.